# Line array

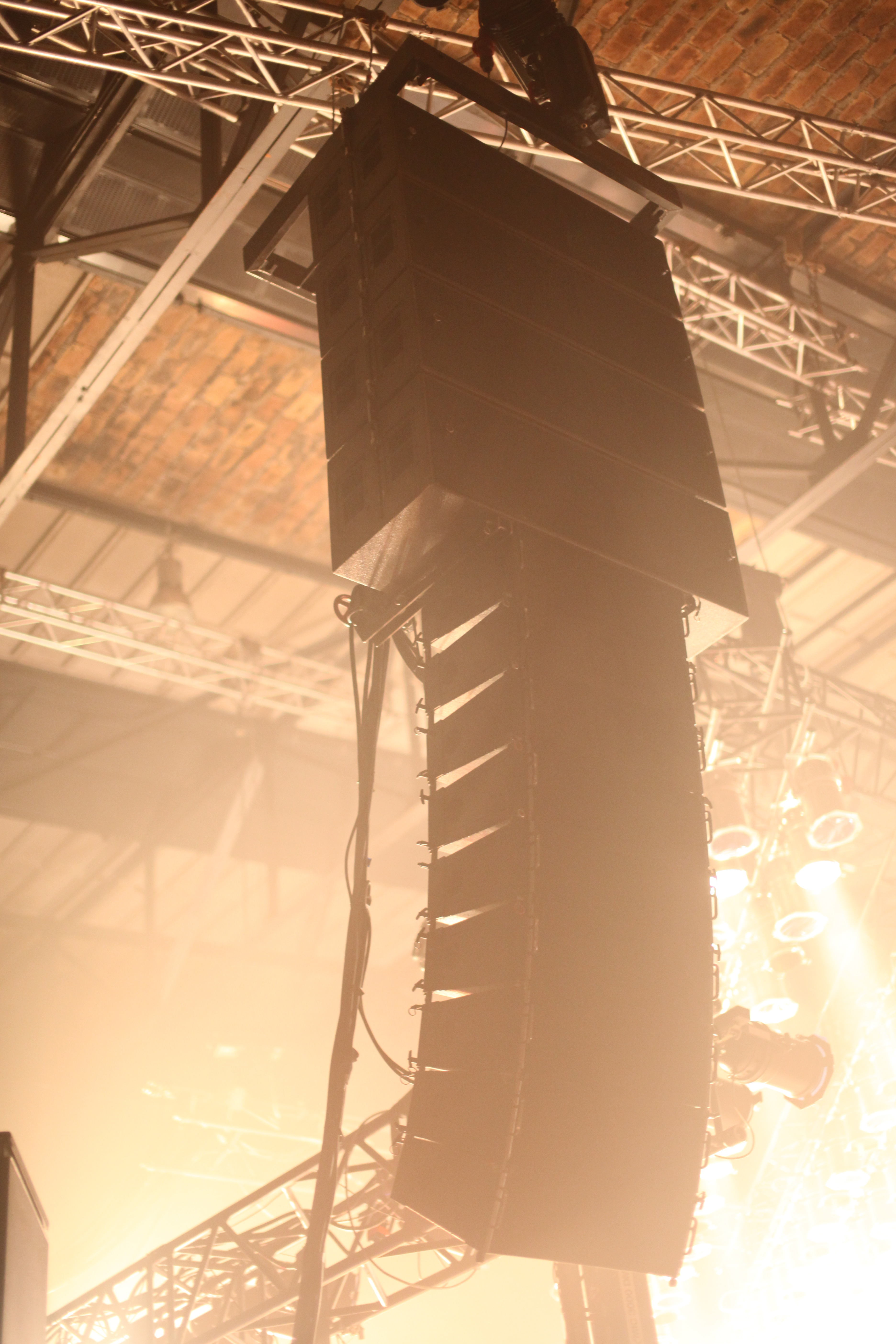
Line array della L-Acoustics V-DOSC/dV-DOSC a un concerto

Con il termine line array (a volte scritto line-array), si intende una disposizione verticale di casse acustiche  (nel contesto chiamate elementi o moduli) sovrapposti, che fungono come una singola sorgente di emissione sonora. Il termine line array è di lingua inglese e tradotto in italiano significa letteralmente schiera in linea (line = linea, array = schiera). Questa disposizione di diffusori ha l'obbiettivo di raggiungere un'elevata pressione sonora e una copertura uniforme.
Per quanto riguarda l'efficienza, quindi l'attenuazione della pressione sonora, con dei diffusori line array (che emettono onde sonore cilindriche, e non sferiche) si avrà un'attenuazione di 3 dB per ogni raddoppio della distanza dal diffusore, ma aumentando il numero di diffusori si avrà un incremento della gittata delle onde sonore.
Un modulo line array è costituito da 2 altoparlanti a cono, uno per la riproduzione delle frequenze medie e uno per la riproduzione delle frequenze basse, e una guida d'onda alimentata da uno o più driver a compressione, per la riproduzione delle frequenze acute.
Tali altoparlanti sono generalmente pilotati in modalità bi amplificata (dove un amplificatore di potenza pilota gli altoparlanti dei medi e dei bassi e uno pilota i driver a compressione) oppure in modalità tri amplificata, dove un amplificatore pilota l'altoparlante dei bassi, uno l'altoparlante dei medi e uno i driver a compressione.
Tali configurazioni permettono sia una drastica riduzione della distorsione di intermodulazione tipica dei sistemi in mono amplificazione e permettono un preciso controllo dello spettro di frequenze inviato ad ogni altoparlante e un preciso allineamento temporale fra i vari altoparlanti, compito che viene svolto da un apposito crossover elettronico, sovente fornito dal costruttore del sistema line array.
La copertura (dispersione) orizzontale di un modulo di un sistema line array si attesta normalmente tra 110 e 140 gradi, mentre la copertura verticale va da 10 a 15 gradi in media, a seconda dei parametri costruttivi della guida d'onda.
Tale copertura consente di sonorizzare aree molto ampie sull'asse orizzontale e consente di focalizzare esattamente la copertura verticale sul pubblico, agendo sull'inclinazione dei moduli l'uno rispetto all'altro, che è regolabile generalmente con un sistema meccanico graduato operante con staffe e spine di bloccaggio.
Affinché il sistema line array sia efficace ed efficiente, si devono rispettare diverse condizioni dettate per lo più dalla fisica acustica: ad esempio la distanza tra i centri acustici dei vari elementi (le membrane o le cupole degli altoparlanti) deve essere uguale o minore della lunghezza d'onda corrispondente alla massima frequenza da riprodurre, per evitare che le onde sonore riprodotte da un altoparlante vadano a rimbalzare contro la cupola dell'altoparlante del diffusore adiacente. Inoltre le forme d'onda riprodotte dagli altoparlanti utilizzati devono essere piatte, in modo che si sommino in maniera coerente: al contrario, se le onde sonore sono cilindriche o sferiche, si avrà una sovrapposizione delle stesse, generando una distorsione nel segnale risultante.
Il termine line array non implica necessariamente una sospensione verticale, ma gli elementi saranno così disposti per coprire la maggior area possibile. Il line array teorico, dovrebbe essere rettilineo, ma in molti casi ciò non è possibile, soprattutto quando tale sistema deve essere sospeso: un sistema rettilineo sospeso, infatti, non coprirà adeguatamente tutta l'area di ascolto e, in pratica, sarà necessario curvarlo sulla sezione inferiore per fornire un'adeguata copertura sonora, soprattutto all'area sottostante vicina al sistema.
Si otterrà quindi un array a forma di "J", dove la parte superiore (rettilinea) verrà utilizzata per coprire le aree distanti, mentre quella inferiore (curva) permetterà di coprire le aree più vicine.
Ogni diffusore line array dispone di specifici attacchi ideati appositamente per il montaggio lineare o per quello a curva.
Le basse frequenze vengono di solito riprodotte da altoparlanti disposti al suolo (poiché rendono più efficace la diffusione di tale frequenze), anche se ultimamente molte case produttrici hanno messo in vendita appositi subwoofer sospesi adatti alla riproduzione delle basse frequenze.
In sostanza dobbiamo specificare che con "array" abbiamo più che altro, un metodo dispositivo dei sistemi acustici sospesi, che nella maggior parte dei casi, calcolando a dovere l'inclinazione, potrebbe essere fatto anche con sistemi di 20 anni fa, ma certamente, con i sistemi array dedicati, la cosa diventa più semplice ed intuitiva.